# Velanstjärnen
Velanstjärnen är en sjö i Krokoms kommun i Jämtland och ingår i Indalsälvens huvudavrinningsområde. Sjön har en area på 0,185 kvadratkilometer och ligger 426,3 meter över havet.

## Delavrinningsområde
Velanstjärnen ingår i det delavrinningsområde (705296-139557) som SMHI kallar för Utloppet av Gärdessjön. Medelhöjden är 409 meter över havet och ytan är 47,79 kvadratkilometer. Räknas de 37 avrinningsområdena uppströms in blir den ackumulerade arean 357,92 kvadratkilometer. Ytterån (Ålfloån) som avvattnar avrinningsområdet har biflödesordning 2, vilket innebär att vattnet flödar genom totalt 2 vattendrag innan det når havet efter 306 kilometer. Avrinningsområdet består mestadels av skog (66 procent). Avrinningsområdet har 8,47 kvadratkilometer vattenytor vilket ger det en sjöprocent på 17,7 procent.